# Gaston de Buisseret
Maurice Louis Marie Gaston de Buisseret Steenbecque de Blarenghien (Brussel, 15 mei 1831 - Breendonk, 16 december 1888) was een Belgisch politicus voor de Katholieke Partij.

## Levensloop
Maurice Gaston de Buisseret Steenbecque kreeg bij vonnis op 26 mei 1877 van de rechtbank van eerste aanleg in Brussel de toelating om 'de Blarenghien' aan zijn familienaam toe te voegen. Hij was de zoon van Jean de Buisseret en van Eugénie de Man d'Hobruge. In 1852 verkreeg hij de Belgische nationaliteit en in 1881 bekwam hij opname in de Belgische adel met de titel van graaf. Hij was een verre verwant van senator Nicolas de Buisseret.
In 1858 werd hij burgemeester van Breendonk en oefende dit ambt uit tot aan zijn dood. Van 1862 tot 1884 was hij ook provincieraadslid. In 1884 werd hij verkozen tot katholiek senator voor het arrondissement Mechelen en vervulde dit mandaat tot aan zijn dood.
Hij trouwde in 1861 met Beatrix de Bernard de Montbrison (1831-1911) en ze hadden vijf kinderen. Zijn vrouw was erfgename van het kasteel Ter Meeren in Breendonk en het gezin nam het als zomerverblijf. Hij was eigenaar van een paardenstoeterij. Hij had twee zonen, Conrad en Robert. De families de Buisseret Steenbecque de Blarenghien zijn in 1967 uitgedoofd in de mannelijke lijnen.